# Hieronymusia alchemilloides
Hieronymusia alchemilloides là một loài thực vật có hoa trong họ Saxifragaceae. Loài này được (Griseb.) Engl. miêu tả khoa học đầu tiên năm 1918.